# Incilius cycladen
Espèce
Synonymes
- Bufo cycladen Lynch & Smith, 1966

Statut de conservation UICN

 VU A2a; B1ab(v) : Vulnérable
Incilius cycladen est une espèce d'amphibiens de la famille des Bufonidae.

## Répartition
Cette espèce est endémique du Mexique. Elle se rencontre dans les États de Guerrero et d'Oaxaca entre 750 et 1 000 m d'altitude sur le versant Pacifique de la Sierra Madre del Sur.

## Description
Les mâles mesurent jusqu'à 54 mm et les femelles jusqu'à 62 mm.

## Publication originale
- Lynch & Smith, 1966 : New or Unusual Amphibians and Reptiles from Oaxaca, Mexico, II. Transactions of the Kansas Academy of Science, vol. 69, no 1, p. 58-75.